# NBC News
NBC News er en amerikansk nyhedsstation ejet af TV-netværket NBC.
Den opererer under NBCUniversal News Group, en underafdeling til NBCUniversal, som er ejet af tele-konglomeratet Comcast. NBCUniversal News Group består også af MSNBC, som er netværkets 24-timers nyhedstjeneste, samt CNBC, der dækker nyheder på de finansielle markeder. NBC News gik i luften 21. februar 1940 og bliver produceret og transmitteret fra NBC's hovedkvarter i 30 Rockefeller Plaza, New York CIty.
Nyhedsstationen sender bl.a. programmer som Dateline NBC, Today, NBC Nightly News (USA's højest rangerede nyhedsudsendelse), samt Meet The Press, den længst kørende TV-serie i USA's historie.